# Калаорра (футбольный клуб)
«Калаорра» (исп. CD Calahorra) — испанский футбольный клуб из одноимённого города, в провинции и автономном сообществе Риоха. Клуб основан в 1946 году, домашние матчи проводит на стадионе «Ла-Планилья», вмещающем 4 200 зрителей. В Примере и Сегунде команда никогда не выступала, лучшим результатом является 4-е место в Сегунде Б в сезоне 2020/21.

## Сезоны по дивизионам
- Сегунда B - 11 сезонов
- Терсера - 50 сезонов
- Региональные лиги - 14 сезонов

## Достижения
- Терсера 
  - Победитель (6): 1987/88, 1991/92, 1994/95, 1995/96, 1997/98, 2004/05, 2015/16, 2016/17, 2017/2018
  - Сегунда Б
  - 4 место 2020/21